# 澳門麗思卡爾頓酒店
澳門麗思卡爾頓酒店（英語：The Ritz-Carlton, Macau）於2015年5月開幕，位於澳門綜合度假城澳門銀河第2期。被《米芝蓮指南香港澳門2016》評價為「豪華」酒店。酒店位於地下至3樓及32樓至53樓，擁有236间套房，包括3个天际别墅總統套房。

## 設施
酒店地下及1樓設宴會廳及會議設施。3樓設有十間理療室的「怡世寶水療」、健身中心及游泳池。住客亦可使用天浪淘園的設施及空中沖浪池。酒店53樓設麗思卡爾頓行政樓層。
餐廳包括地下麗思咖啡廳，3樓麗思池畔廊及51樓的麗思酒廊和麗軒。

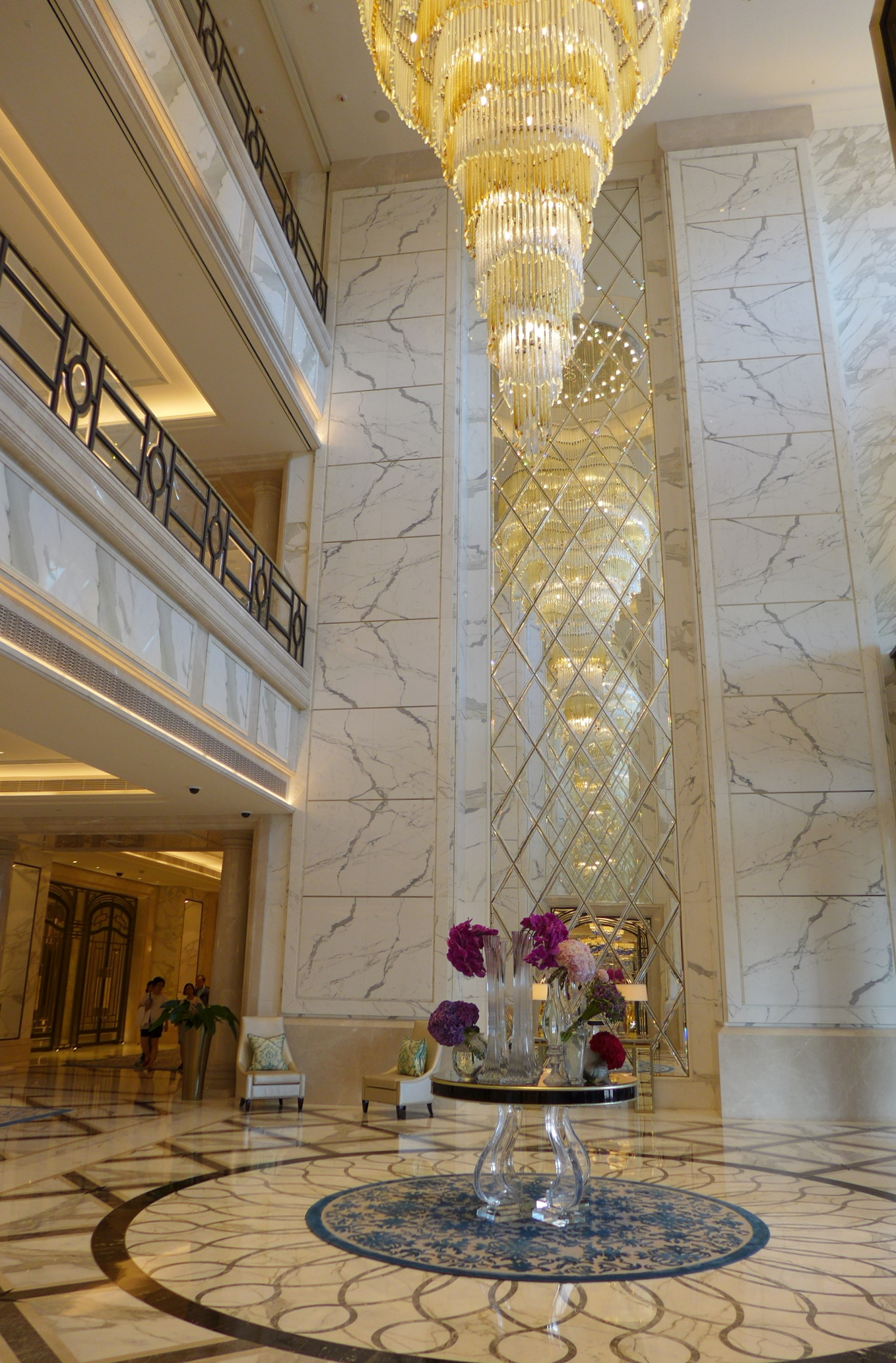
地下正門大堂
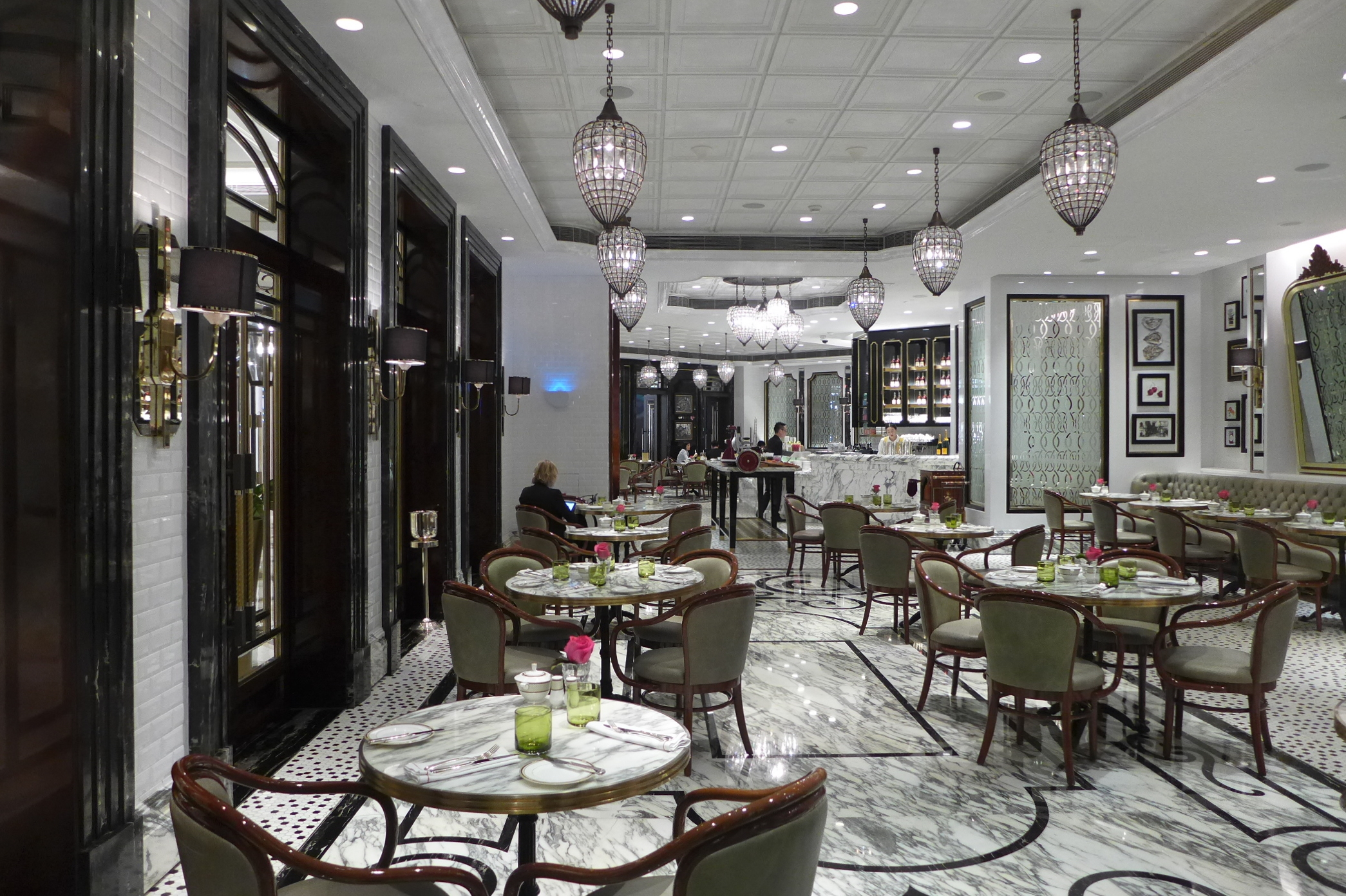
麗思咖啡廳
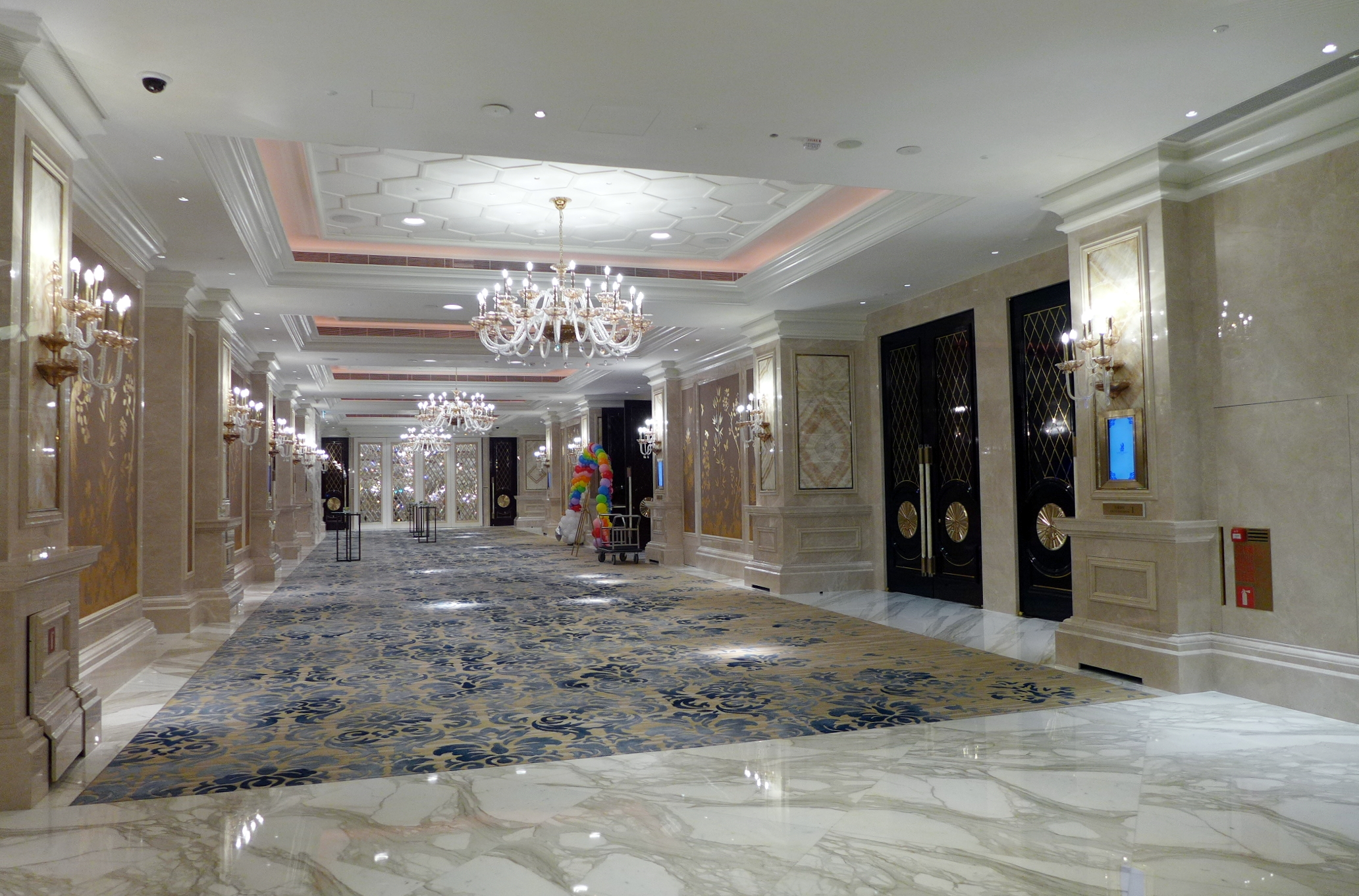
宴會廳大堂
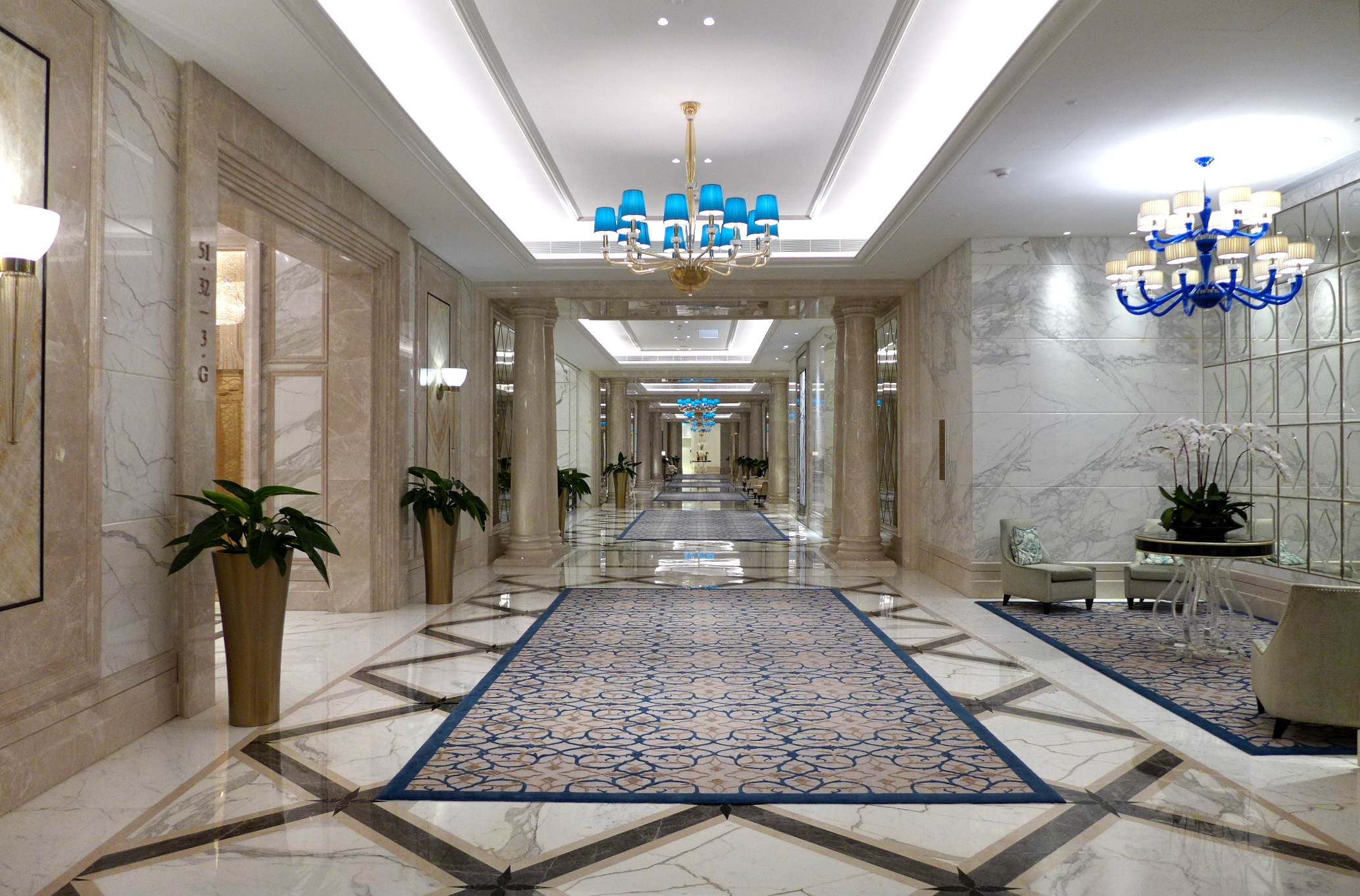
1樓往「時尚匯」購物中心通道
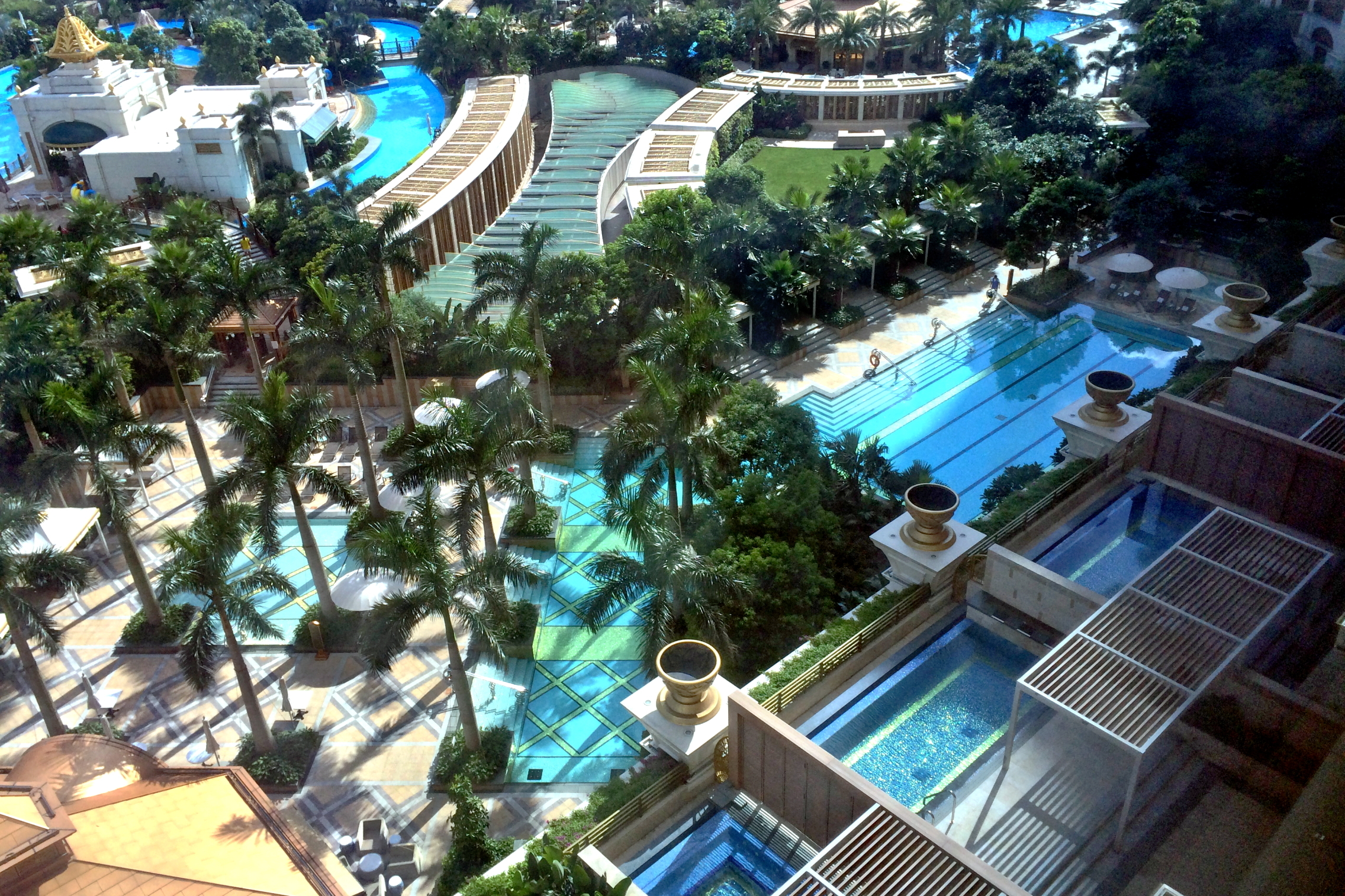
麗思卡爾頓酒店游泳池

## 相關連結
- 澳門銀河
- 澳門JW萬豪酒店
- 金光大道
- 香港麗思卡爾頓酒店
- 北京金融街丽思卡尔顿酒店

## 外部連結
澳門麗思卡爾頓酒店官方網頁（页面存档备份，存于）